# Drill (állat)
A drill (Mandrillus leucophaeus) a cerkóffélék családjába (Cercopithecidae), azon belül pedig a cerkófmajomformák alcsaládjába (Cercopithecinae) tartozó faj.
A páviánok közeli rokona, de sok tulajdonsága eltér azoktól. Legközelebbi rokonával, a mandrillel együtt alkotja a Mandrillus nemet. Az emberszabású majmok után ez a legnagyobb ma élő majomfaj.

## Előfordulása
Nigéria délkeleti részén, Kamerunban és az Egyenlítői Guineához tartozó Bioko szigetén honos, az ottani esőerdők lakója.
Elterjedési területe sehol sem fedi a mandrillét, a két faj között a Sanaga-folyó jelenti a határt Kamerunban.

## Alfajai
- Drill (Mandrillus leucophaeus leucophaeus) – ez az alfaj él az elterjedési terület java részén, az afrikai szárazföldön
- Bioko-drill (Mandrillus leucophaeus poensis) – ez az alfaj kizárólag Bioko szigetén fordul elő

## Megjelenése
Külsőre igen emlékeztet legközelebbi rokonára, a mandrillra. A legszembeötlőbb különbség, hogy a drillhímen hiányoznak a mandrillra jellemző élénk arcszínek. Szőrtelen arca koromfekete, körülötte a szőrzet fehér, ami még inkább kiemeli fekete arcát. Testének többi része sötétbarna színű. Ülepe a mandrillhoz hasonlóan is vörös, bíbor és kék színű.
Valamivel kisebb a mandrillnál, a nőstények testhossza 50-65, a hímeké 65–75 cm, a farok pedig rendkívül rövid, mindössze 5–7 cm-es. A hímek tömege 10–20 kg, a nőstényeknél az 5–6 kg-os tömeg a jellemző.

## Életmódja
Általában 18-20 egyedből álló csoportokat alkotva él, s e csoportokban mindig csak egyetlen ivarérett hím él. Ez a csoportszerkezet különösen akkor jellemző, amikor a gyümölcsök beérése miatt aránylag sok időt töltenek az állatok a fákon. Máskor azonban, amikor a talajszinten kutatnak táplálék után (ez a gyakoribb eset), a kisebb csoportok nagy, akár 200 egyedből álló hordává egyesülhetnek. Ezeken a hordákon belül a szűkebb csoportok továbbra is élnek, s az egyes csoportok között csak laza kapcsolat alakul ki. Úgy látszik, ilyen módon jobban tudnak védekezni a ragadozók ellen.
Étrendje igen változatos, gyökereket, gumókat, különféle gyomnövényeket éppoly szívesen fogyaszt, mint magvakat, vagy éppen apró gerincteleneket. A gyümölcsöt is nagyon szereti, noha azért a fára kell mászni, a famászásban pedig ez az állat nem túlzottan ügyes. Különösen a nagy testű hímekre igaz, hogy ha fel is másznak a fára, a vékonyabb ágakra már nem merészkednek ki, így az ott növő gyümölcsökhöz csak akkor férhetnek hozzá, ha azok maguktól leesnek.

## Szaporodása
Szaporodása kevésbé ismert. 6-7 hónap vemhesség után egyetlen utóda születik.

## Természetvédelmi helyzete

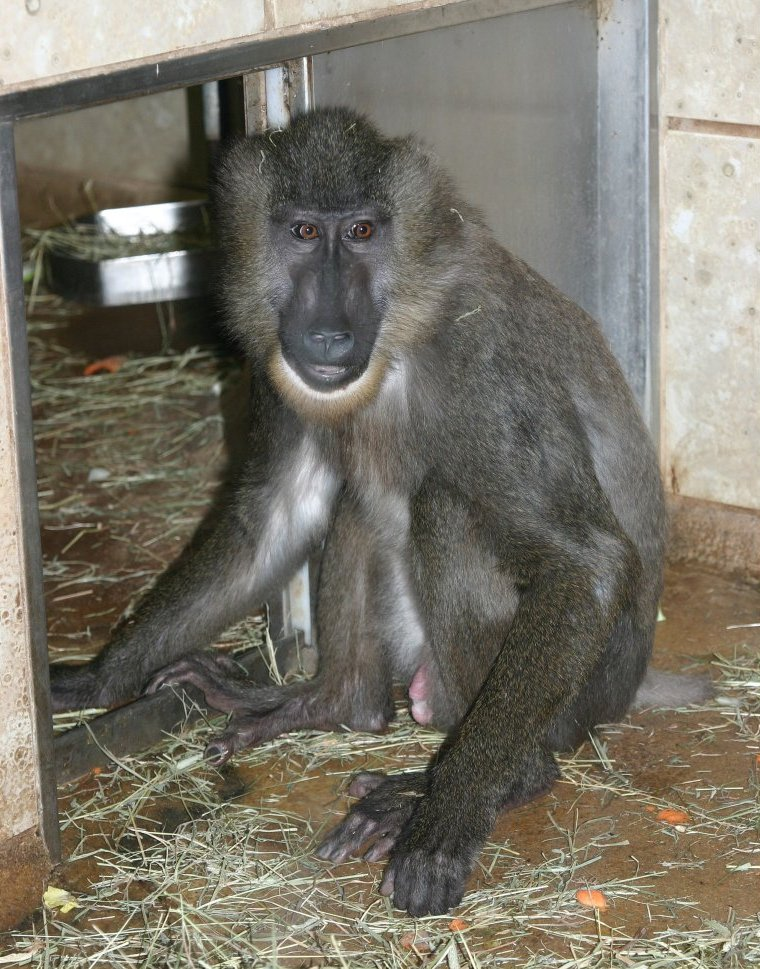
Fiatal hím drill

Az erdőirtás és a vadászat a drill állományait is veszélyezteti. 
Jelenleg kevesebb, mint 3000 egyede élhet szabadon, így egyike a legritkább afrikai majomfajoknak
A Természetvédelmi Világszövetség a drillt a "Veszélyeztetett" kategóriába sorolta.
Az állatkertek világszerte küzdenek azért, hogy ezt a fajt megmentsék a kihalástól. 
A drill azonban állatkertekben jóval ritkábban látható, mint a mandrill. 
Magyarországon jelenleg sehol sem tartják.